# Pertoltice u Zruče nad Sázavou

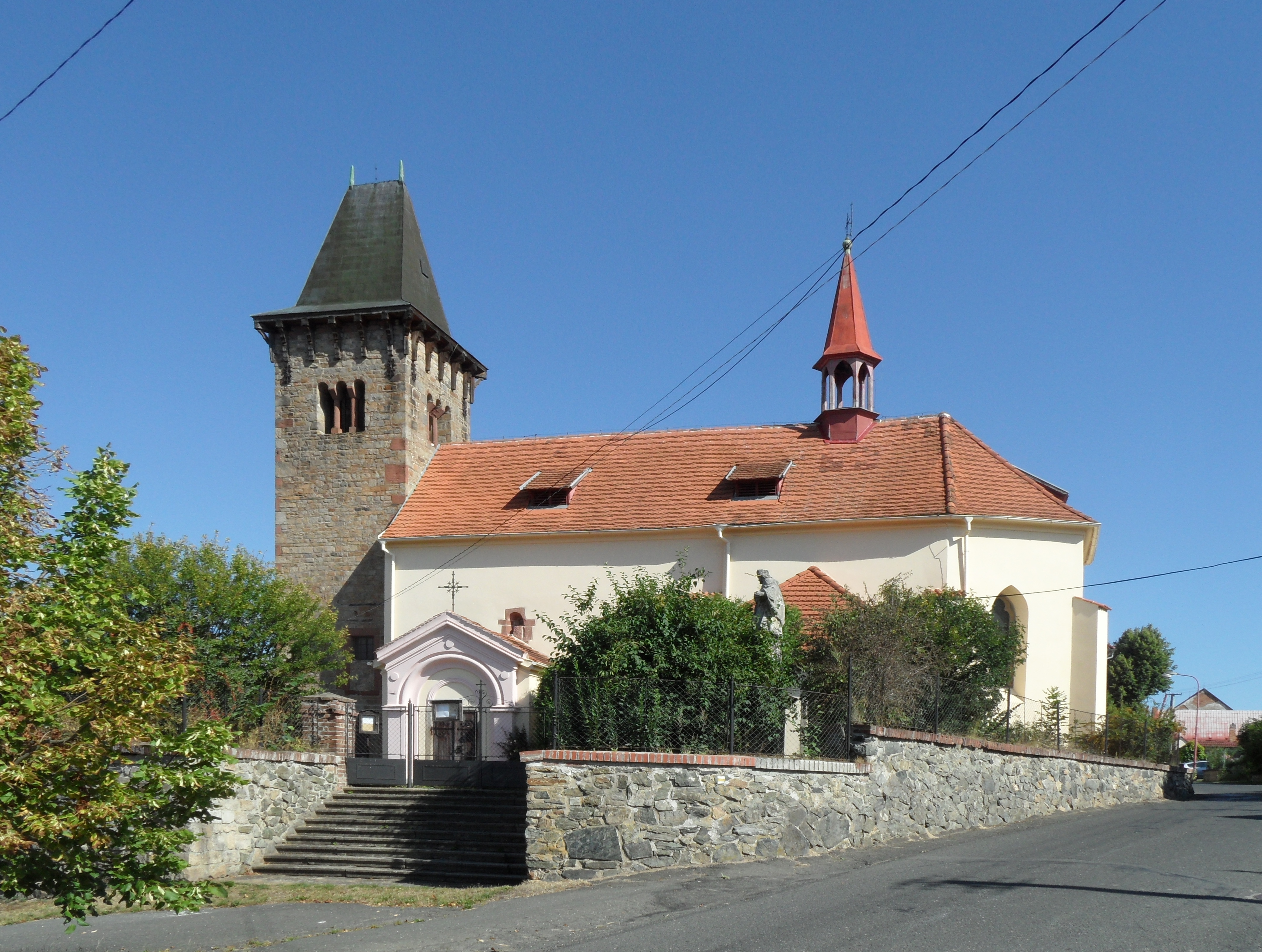
Kirche des hl. Georg

Pertoltice (deutsch: Pertoltitz) ist eine Gemeinde im Okres Kutná Hora in der Mittelböhmischen Region in der Tschechischen Republik. Sie liegt ca. 5 km östlich von Zruč nad Sázavou. Bei der Volkszählung am 28. August 2006 hatte das Dorf 165 Einwohner.

## Geographie
Pertoltice befindet sich linksseitig über dem Tal des Ostrovský potok in der Böhmisch-Mährischen Höhe. Südlich erhebt sich der Fiolník (516 m n.m.).
Nachbarorte sind Věžníkov und Jamné im Norden, Ostrov und Milanovice im Nordosten, Machovice im Osten, Pavlovice und Volavá Lhota im Südosten, Vlastějovice und Březina im Süden, Laziště und Měchonice im Südwesten, Želivec im Westen sowie Slavošov und Budkovice im Nordwesten.

## Geschichte
Die erste urkundliche Erwähnung des Ortes und der Pfarrkirche erfolgte 1352. Im Jahre 1417 wurde eine Feste errichtet.
Nach der Aufhebung der Patrimonialherrschaften bildete Pertoltice einen Ortsteil der Gemeinde Vlastějovice im Gerichtsbezirk Unterkralowitz. Ab 1868 gehörte das Dorf zum Bezirk Ledeč. Seit den 1870er Jahren bildete Pertoltice eine eigene Gemeinde.
Im Zuge der Gebietsreform von 1960 wurde der Okres Ledeč nad Sázavou aufgehoben; Pertoltice wurde dem Okres Kutná Hora zugeordnet.

## Gemeindegliederung
Die Gemeinde Pertoltice besteht aus den Ortsteilen Budkovice, Chlístovice, Laziště, Machovice, Milanovice und Pertoltice. Grundsiedlungseinheiten sind Chlístovice, Laziště, Machovice, Milanovice und Pertoltice. Zu Pertoltice gehören außerdem die Einschichten Fiolník und Kyselův Mlýn.
Das Gemeindegebiet gliedert sich in die Katastralbezirke Chlístovice u Pertoltic, Laziště u Pertoltic, Machovice, Milanovice und Pertoltice u Zruče nad Sázavou.

## Sehenswürdigkeiten
- Kirche des hl. Georg
- barocke Statue des hl. Johannes von Nepomuk